# Dagmar Dykyjová
Dagmar Dykyjová roz. Sajfertová (12. dubna 1914 Česká Bělá – 22. prosince 2011 Havlíčkův Brod) byla česká vědkyně a botanička.

## Život a vědecká dráha
Dagmar Dykyjová se narodila v Česká Bělé. Středoškolské studium absolvovala v Praze, kam odešla i se svým bratrem Milošem Sajfertem. Po maturitě nastoupila na Přírodovědeckou fakultu Univerzity Karlovy a oblíbila si obor fyziologie rostlin. Jejími učiteli byl např. Bohumil Němec nebo Silvestr Prát. Promovala v roce 1938.
Pracovala postupně jako výkonná redaktorka časopisu Vesmír, na Ústavu pro fyziologii a anatomii rostlin UK a Ústavu technologie uhlohydrátů na VUT v Brně. Po uzavření vysokých škol v roce 1939 pracovala ve Výzkumném ústavu cukrovarnickém v Brně. Během války se provdala za chemika Jaroslava Dykyje. V roce 1944 se jim narodila dcera Anna. Poté nastoupila v roce 1947 jako vedoucí biolog výzkumného centra čs. chemického průmyslu v Ústí nad Labem. V roce 1949 se narodil syn Jan.
V roce 1954 se stala odbornou asistentkou na katedře fyziologie rostlin Univerzity Karlovy v Praze. V roce 1962 vydala spolu s Rudolfem Dostálem významnou učebnici fyziologie rostlin pro zemědělské vysoké školy. Z politických důvodů musela z Univerzity Karlovy odejít a v letech 1956–1963 pracovala v Encyklopedickém institutu ČSAV na přípravě nové Československé encyklopedie. Podílela se na heslech biologické povahy v Příručním slovníku naučném (1962–1967).
V roce 1964 nastoupila Dagmar Dykyjová do Botanického ústavu ČSAV a na podnět ředitele Slavomila Hejného vytvořila detašovanou laboratoř v Třeboni. Posléze byla u vzniku Hydrobotanického oddělení Botanického ústavu ČSAV v Třeboni. Účastnila se Mezinárodního biologického programu (IBP). Přispěla ke vzniku Biosférické rezervace Třeboňsko (1977) a chráněné krajinné oblasti Třeboňsko (1979).
Od roku 1994 byla čestnou členkou České botanické společnosti. ČSAV jí udělila zlatou plaketu J. G. Mendela za zásluhy v biologických vědách. V roce 1996 obdržela Cenu ministra životního prostředí a v roce 2003 osobní poděkování svou činnost. V roce 2001 se stala doživotní čestnou členkou mezinárodní společnosti pro výzkum mokřadů (Society of Wetland Scientists, SWS).
Poslední léta svého života prožila s rodinou svého syna v rodném domě v České Bělé, který byl navrácen při restitucích.